# Корольов Віктор
Віктор Корольов (26 січня 1956, Москва — 1982, Сімферополь) — радянський футболіст, який грав на позиції захисника та півзахисника. Найбільш відомий за виступами у складі сімферопольської «Таврії» у вищій лізі СРСР.

## Клубна кар'єра
Віктор Корольов народився у Москві, розпочав займатися футболом у місцевому клубі «Союз». У 1974 році перейшов до клубу ЦСКА, утім грав у ньому виключно в дублюючому складі, й у 1976 році перейшов до іншої армійської команди, яка грала у другій лізі, «Іскра» зі Смоленська. У другій половині сезону Корольов перейшов до команди першої ліги «Даугава» з Риги, утім за підсумками сезону ризька команда вибула до другої ліги, й наступний сезон футболіст грав у складі «Даугави» в другій лізі. У 1978 році Віктор Корольов грав за команду другої ліги «Торпедо» з Владимира.
У 1979 році Віктор Корольов став гравцем команди другої ліги «Атлантика» з Севастополя, утім протягом сезону перейшов до складу команди першої ліги «Таврія» з Сімферополя, результати якої цього року різко погіршились, та яка цього року претендувала на виліт з першого дивізіону. Після приходу Корольова та ще кількох футболістів із севастопольської команди «Таврія» зуміла зберегти прописку у першій лізі, а наступного сезону несподівано для багатьох здобула перемогу в турнірі першої ліги, та здобула путівку до вищої ліги. Корольов у складі сімферопольської команди у 1980 році став одним із основних гравців захисної ланки команди, та продовжував бути одним із основних захисників команди й під час виступів у вищій лізі. Проте у червні 1981 року Віктор Корольов разом із Олександром Бережним та Сергієм Туником потрапили в автомобільну аварію, в якій Туник загинув, а Корольов отримав важкі травми внутрішніх органів, від наслідків яких помер у 1982 році.

## Досягнення
- Переможець першої ліги 1980 року.